# Aloiden
Die Aloaden (altgriechisch Ἀλοάδαι Aloádai) oder Aloiden (Ἀλοεῖδαι Aloeídai, lateinisch Aloïdae) sind ein Brüderpaar der griechischen Mythologie. Sie heißen Otos und Ephialtes und sind Söhne des Poseidon und der Iphimedeia. Der Name kommt von Aloeus, dem Gemahl ihrer Mutter, der nach einer anderen Überlieferung auch ihr Vater war. Bei Hyginus Mythographus und Apollodor werden beide, wie die anderen Giganten, als Kinder der Gaia bezeichnet. Als Väter werden Tartaros oder indirekt Uranos genannt. Bei Apollodor nahm allerdings nur Ephialtes an der Gigantomachie teil und starb durch die Pfeile von Apollon und Herakles. Ob es sich bei den Aloiden und den Giganten um das gleiche Brüderpaar handelt, ist unklar.
Die beiden wuchsen schon im Kindesalter zu Riesen heran. Mit 9 Jahren bezwangen sie den Kriegsgott Ares und sperrten ihn 13 Monate in ein ehernes Fass. Sie stülpten den Ossa und den Pelion auf den Olymp, um auf dieser Leiter in den Himmel zu steigen und die Götter zu entthronen. Doch Apollon tötete sie mit seinen Pfeilen, „ehe ihnen der Bart keimte“. Nach einem anderen Bericht ließ Artemis eine Hirschkuh zwischen den beiden laufen. Die Brüder warfen ihre Speere nach dem Tier, trafen sich dabei aber gegenseitig. Im Tartaros wurden sie für ihr respektloses Verhalten bestraft, indem sie Rücken an Rücken mit Schlangen an eine Säule gefesselt wurden.
Angebliche Gräber der Aloaden gab es in Anthedon in Boiotien sowie auf Naxos und Kreta.